# Radek Dejmek
Radek Dejmek (ur. 2 lutego 1988 we Vrchlabí) – czeski piłkarz grający na pozycji środkowego obrońcy.

## Kariera klubowa
Wychowanek FC Vrchlabí, jako junior występował też w Baumit Jablonec i Slavii Praga. W sezonie 2006/2007 był podstawowym zawodnikiem rezerw praskiego zespołu – w III lidze czeskiej rozegrał 30 meczów. W 2007 przeszedł do Slovana Liberec, występując w sezonie 2007/2008 głównie w jego trzecioligowych rezerwach (29 meczów i trzy gole). W czeskiej ekstraklasie zadebiutował 4 maja 2008 w spotkaniu z Dynamem Czeskie Budziejowice (0:0), w którym zmienił w 66. minucie Brazylijczyka Hudsona. W sezonie 2008/2009, w którym jego klub zajął w lidze 3. miejsce, wystąpił w siedmiu meczach i zdobył bramkę w rozegranym 18 kwietnia 2009 spotkaniu z FK Jablonec (1:0). W kolejnych dwóch sezonach (2009/2010 i 2010/2011) był podstawowym zawodnikiem Slovana, rozgrywając 48 meczów w czeskiej ekstraklasie.
Pod koniec sierpnia 2011 został wypożyczony na rok do Oud-Heverlee Leuven. W sezonie 2011/2012 rozegrał w belgijskiej ekstraklasie 22 mecze i zdobył dwie bramki w spotkaniach z Cercle Brugge (2:3; 18 lutego 2012) i Beerschot A.C. (1:2; 25 lutego 2012). W sezonie 2012/2013 przebywał na wypożyczeniu w 1. FK Příbram, w którym rozegrał w czeskiej ekstraklasie 16 meczów, zdobywając gola w rozegranym 25 sierpnia 2012 spotkaniu z Duklą Praga (1:1). 
Pod koniec czerwca 2013 przeszedł do Korony Kielce, z którą podpisał dwuletni kontrakt. W Ekstraklasie zadebiutował 11 sierpnia 2013 w przegranym meczu z Lechem Poznań (0:2). Pierwszą bramkę w najwyższej polskiej klasie rozgrywkowej zdobył 14 marca 2014 w zremisowanym spotkaniu z Zawiszą Bydgoszcz (1:1). Sezon 2013/2014 zakończył z dorobkiem 26 meczów i jednego gola na koncie. W sezonie 2014/2015 zagrał w 24 spotkaniach Ekstraklasy, zdobywając gole w meczach z Ruchem Chorzów (1:0; 27 października 2014), Górnikiem Zabrze (1:1; 16 lutego 2015) i Jagiellonią Białystok (2:1; 1 marca 2015). W sezonie 2015/2016 był podstawowym graczem Korony (wystąpił w 34 meczach), tworząc w różnych okresach duet środkowych obrońców z Piotrem Malarczykiem, Maciejem Wiluszem i Senegalczykiem Diawem. Po odejściu z kieleckiej drużyny Kamila Sylwestrzaka, w lipcu 2016 wybrany został kapitanem Korony. W sezonie 2016/2017 rozegrał w Ekstraklasie 32 mecze, zdobywając bramki w meczach z Wisłą Płock (2:1; 26 sierpnia 2016), Niecieczą KS (1:3; 5 listopada 2016) i Wisłą Kraków (3:2; 17 maja 2017). W sezonie 2017/2018, w którym przez pewien czas leczył kontuzje, wystąpił w 17 ligowych spotkaniach, strzelając gola w rozegranym 4 grudnia 2017 meczu z Cracovią (2:2). Po zakończeniu rozgrywek odszedł z Korony.
W lipcu 2018 podpisał umowę z cypryjskim Pafos FC.
W 2021 został trenerem juniorów do lat 15 w Slovanie Liberec.

## Statystyki
| Sezon                    | Klub                | Kraj   | Rozgrywki                 | Mecze | Bramki |
| ------------------------ | ------------------- | ------ | ------------------------- | ----- | ------ |
| 2006/2007                | Slavia Praga B      | Czechy | ČFL                       | 30    | 1      |
| 2007/2008                | Slovan Liberec B    | Czechy | ČFL                       | 29    | 3      |
| 2007/2008                | Slovan Liberec      | Czechy | I liga czeska             | 1     | 0      |
| 2008/2009                | Slovan Liberec      | Czechy | I liga czeska             | 7     | 1      |
| 2009/2010                | Slovan Liberec      | Czechy | I liga czeska             | 24    | 0      |
| 2010/2011                | Slovan Liberec      | Czechy | I liga czeska             | 24    | 2      |
| 2011/2012                | Oud-Heverlee Leuven | Belgia | Pro League                | 22    | 2      |
| 2012/2013                | 1. FK Příbram       | Czechy | I liga czeska             | 16    | 1      |
| 2013/2014                | Korona Kielce       | Polska | Ekstraklasa               | 26    | 1      |
| 2014/2015                | Korona Kielce       | Polska | Ekstraklasa               | 24    | 3      |
| 2015/2016                | Korona Kielce       | Polska | Ekstraklasa               | 34    | 0      |
| 2016/2017                | Korona Kielce       | Polska | Ekstraklasa               | 32    | 3      |
| 2017/2018                | Korona Kielce       | Polska | Ekstraklasa               | 17    | 1      |
| 2018/2019                | Pafos FC            | Cypr   | Protathlima A’ Kategorias | 0     | 0      |
| Stan na 18 sierpnia 2018 |                     |        |                           |       |        |

## Kariera reprezentacyjna
We wrześniu 2003 wystąpił w wygranym meczu reprezentacji Czech U-16 ze Słowenią (2:1). Od sierpnia 2004 do marca 2005 rozegrał cztery spotkania w kadrze U-17, m.in. 30 marca 2005 wystąpił w meczu eliminacyjnym do mistrzostw Europy U-17 z Łotwą (2:0), w którym w 72. minucie zmienił Lukáša Bodečka.
Od sierpnia do listopada 2005 wystąpił w sześciu spotkaniach reprezentacji Czech U-18, zdobywając dwie bramki: pierwszą 26 sierpnia 2005 w meczu z Chorwacją (1:2), a drugą 22 listopada 2005 w spotkaniu z Belgią (1:1). W latach 2009–2010 powoływany był do reprezentacji U-21, w której rozegrał jeden mecz – 7 września 2010 wystąpił przez pełne 90. minut w spotkaniu kwalifikacyjnym do mistrzostw Europy U-21 z Islandią (3:1).